# Larry Sanger
Lawrence Mark Sanger (Bellevue, Washington, 16. srpnja 1968.), poznat kao Larry Sanger, američki je filozof i osnivač internetske enciklopedije Citizendium.
Sanger je bio uključen u više projekata internetskih enciklopedija. Bio je glavni urednik Nupedije, te suosnivač Wikipedije.

## Vanjske poveznice
- Larry Sanger
- Suradnik:Larry Sanger na Wikipediji na engleskom jeziku